# Edaaoua
Edaaoua (auch: Eddaoua, Eddawa, El Daoua, Eldawa, El Dawa, Yel Dawa) ist ein Dorf in der Landgemeinde Tsaouni in Niger.

## Geographie
Das Dorf liegt rund fünf Kilometer westlich des Hauptorts Tsaouni der gleichnamigen Landgemeinde, die zum Departement Kantché in der Region Zinder gehört. Zu weiteren Siedlungen in der Umgebung von Edaaoua zählen Daouché im Nordwesten und Sankoré im Westen.
Edaaoua ist Teil der Übergangszone zwischen Sahel und Sudan. Die durchschnittliche jährliche Niederschlagsmenge beträgt hier zwischen 400 und 500 mm.

## Geschichte
Das Departement Kantché war in den 2010er Jahren stark von illegaler saisonaler Arbeitsmigration nach Algerien betroffen. Die gefährliche Route führte die Migranten durch die Wüste Sahara. Um dieses Phänomen einzudämmen, wurden von 2015 bis 2016 in mehreren Dorfgemeinschaften des Departements Gruppen etabliert, die Rückkehrern ein Einkommen vor Ort schaffen sollten. In Edaaoua waren dies die Gruppe Alheri für Pflanzenölgewinnung mit elf Personen und die Gruppe Fatan Alheri für Gartenbau mit zehn Personen. Das Projekt wurde von der Internationalen Organisation für Migration logistisch unterstützt und vom Schweizer Staatssekretariat für Migration finanziert.

## Bevölkerung
Bei der Volkszählung 2012 hatte Edaaoua 1767 Einwohner, die in 270 Haushalten lebten. Bei der Volkszählung 2001 betrug die Einwohnerzahl 1213 in 188 Haushalten und bei der Volkszählung 1988 belief sich die Einwohnerzahl auf 1086 in 198 Haushalten.
Die Bevölkerungsdichte in diesem Gebiet ist mit über 100 Einwohnern je Quadratkilometer hoch.

## Wirtschaft und Infrastruktur
Das Gebiet der Ebenen im Süden der Region Zinder, in dem Edaaoua liegt, ist von einer anhaltenden Degradation der ackerbaulichen Flächen gekennzeichnet, die mit der hohen Bevölkerungsdichte in Zusammenhang steht. Eine Untersuchung von über 3000 Dörfern in Niger in den Jahren 2014 bis 2018 ergab, dass im Gebiet mit einem Radius von einem Kilometer um Edaaoua 240 Hektar rein landwirtschaftlich genutzte Flächen vorhanden waren, während die Oberfläche bei 370 Hektar Land aus Ortstein bestand, was durch Übernutzung und Entfernung der Oberflächenvegetation verursacht worden war.
Mit einem Centre de Santé Intégré (CSI) ist ein Gesundheitszentrum im Dorf vorhanden. Es gibt eine Schule.